# Chamalières-sur-Loire
Chamalières-sur-Loire är en kommun i departementet Haute-Loire i regionen Auvergne-Rhône-Alpes i centrala Frankrike. Kommunen ligger i kantonen Vorey som tillhör arrondissementet Le Puy-en-Velay. År 2022 hade Chamalières-sur-Loire 517 invånare.

## Befolkningsutveckling
Antalet invånare i kommunen Chamalières-sur-Loire
| Referens: INSEE |